# DFB-Pokal 2020-2021
La DFB-Pokal 2020-2021 è stata la 78ª edizione della Coppa di Germania, iniziata l'11 settembre 2020 e conclusasi il 13 maggio 2021 con la vittoria del Borussia Dortmund, alla quinta affermazione nella sua storia.

## Calendario
| Turno            | Sorteggio        | Partite                                        |
| ---------------- | ---------------- | ---------------------------------------------- |
| Primo turno      | 26 luglio 2020   | 11–14 settembre 2020                           |
| Secondo turno    | 8 novembre 2020  | 22–23 dicembre 2020                            |
| Ottavi di finale | 27 dicembre 2020 | 2-3 febbraio 2021                              |
| Quarti di finale | 7 febbraio 2021  | 2-3 marzo 2021                                 |
| Semifinali       | 7 marzo 2021     | 1–2 maggio 2021 (oppure 20–21 aprile 2021)     |
| Finale           | 7 marzo 2021     | 13 maggio 2021 allo Stadio Olimpico di Berlino |

## Squadre partecipanti
La competizione si svolge su sei turni ad eliminazione a gara secca. Sono 64 le squadre qualificate al torneo:
| Bundesliga tutte le squadre dell'edizione 2019-2020 | 2. Bundesliga tutte le squadre dell'edizione 2019-2020 | 3. Liga le prime 4 classificate dell'edizione 2019-2020                | Rappresentanti regionali 24 club vincitori delle coppe organizzate dai 21 comitati regionali della DFB nella stagione 2019-2020, più un club aggiuntivo a testa per i 3 comitati con più squadre qualificate. |
| - Augusta - Bayer Leverkusen - Bayern Monaco (detentore) - Borussia Dortmund - Borussia M'gladbach - Colonia - Eintracht Francoforte - Fortuna Düsseldorf - Friburgo - Hertha Berlino - Hoffenheim - Magonza - Paderborn - RB Lipsia - Schalke 04 - Union Berlino - Werder Brema - Wolfsburg | - Amburgo - Arminia Bielefeld - Bochum - Darmstadt - Dinamo Dresda - Erzgebirge Aue - Greuther Fürth - Hannover 96 - Heidenheim - Holstein Kiel - Jahn Ratisbona - Karlsruhe - Norimberga - Osnabrück - Sandhausen - St. Pauli - Stoccarda - Wehen Wiesbaden | - Duisburg - Eintracht Braunschweig - Ingolstadt 04 - Kickers Würzburg | - Baden settentrionale - Waldhof Mannheim - Baviera - Monaco 1860 - Schweinfurt 05 - Berlino - Altglienicke - Brandeburgo - Union Fürstenwalde - Brema - Oberneuland - Amburgo - Eintracht Norderstedt - Assia - TSV Steinbach - Meclemburgo-Pomerania Anteriore - Hansa Rostock - Renania centrale - Düren - Renania meridionale - Rot-Weiss Essen - Bassa Sassonia - TSV Havelse - Eintracht Celle - Renania-Palatinato - Engers - Saarland - Elversberg - Sassonia - Chemnitz - Sassonia-Anhalt - Magdeburgo - Schleswig-Holstein - Todesfelde - Baden meridionale - Rielasingen-Arlen - Sud ovest - Kaiserslautern - Turingia - Carl Zeiss Jena - Vestfalia - Meinerzhagen - Wiedenbrück - Württemberg - Ulma |

1. ↑  Arrivato quinto, è qualificato al posto del Bayern Monaco II arrivato primo, che essendo però una squadra riserve, non può partecipare alla DFB-Pokal.
2. 1 2 3  Nell'ultimo gruppo di squadre, di norma ogni comitato locale qualifica la sola squadra vincitrice della Coppa regionale. Baviera, Bassa Sassonia e Vestfalia - in quanto regioni col maggior numero di squadre partecipanti - hanno invece diritto a qualificare due squadre regionali. Alla vincitrice della Coppa si affianca pertanto anche la finalista perdente (in Bassa Sassonia), la squadra vincitrice del girone locale di Regionalliga (in Baviera) e la vincitrice di uno spareggio tra la vincitrice del girone locale di Oberliga e la squadra regionale meglio piazzata nel girone West di Regionalliga (in Vestfalia)
3. ↑  Qualificato al posto del Würzburger Kickers vincitore della coppa di Baviera, ma già qualificato in DFB-Pokal.
4. ↑  Qualificato al posto del Türkgücü München, vincitore della Regional Liga, ritirato dal campionato.
5. ↑  Vincitore Regionalliga.
6. ↑  Vincitore coppa amatori.
7. ↑  La Coppa di Sassonia-Anhalt è stata sospesa definitivamente il 15 luglio 2020. In accordo col comitato e con i club rimanenti si è deciso di qualificare il Magdeburgo.
8. ↑  Vincitore Coppa di Vestfalia.
9. ↑  Vincitore dei play-off.

## Primo turno
| Squadra 1               | Risultato       | Squadra 2             |
| ----------------------- | --------------- | --------------------- |
| 11 settembre 2020       |                 |                       |
| Eintracht Braunschweig  | 5 – 4           | Hertha Berlino        |
| TSV Havelse             | 1 – 5           | Magonza               |
| 12 settembre 2020       |                 |                       |
| Altglienicke            | 0 – 6           | Colonia               |
| MTV Eintracht Celle     | 0 – 7           | Augusta               |
| Engers                  | 0 – 3           | Bochum                |
| Union Fürstenwalde      | 1 – 4           | Wolfsburg             |
| Monaco 1860             | 1 – 2           | Eintracht Francoforte |
| Norimberga              | 0 – 3           | RB Lipsia             |
| Oberneuland             | 0 – 8           | Borussia M'gladbach   |
| RSV Meinerzhagen        | 1 – 6 (dts)     | Greuther Fürth        |
| SV Todesfelde           | 0 – 1           | Osnabrück             |
| Ingolstadt 04           | 0 – 1           | Fortuna Düsseldorf    |
| Karlsruhe               | 0 – 1 (dts)     | Union Berlino         |
| Ulma                    | 2 – 0           | Erzgebirge Aue        |
| Carl Zeiss Jena         | 0 – 2           | Werder Brema          |
| 13 settembre 2020       |                 |                       |
| Chemnitz                | 2 – 2 (2-3 dtr) | Hoffenheim            |
| Elversberg              | 4 – 2           | St. Pauli             |
| Kaiserslautern          | 1 – 1 (3-4 dtr) | Jahn Ratisbona        |
| Eintracht Norderstedt   | 0 – 7           | Bayer Leverkusen      |
| 1. FC Rielasingen-Arlen | 1 – 7           | Holstein Kiel         |
| Hansa Rostock           | 0 – 1           | Stoccarda             |
| TSV Steinbach           | 1 – 2           | Sandhausen            |
| Wiedenbrück             | 0 – 5           | Paderborn             |
| Magdeburgo              | 2 – 3 (dts)     | Darmstadt             |
| Waldhof Mannheim        | 1 – 2           | Friburgo              |
| Wehen Wiesbaden         | 1 – 0           | Heidenheim            |
| 14 settembre 2020       |                 |                       |
| Dinamo Dresda           | 4 – 1           | Amburgo               |
| Rot-Weiss Essen         | 1 – 0           | Arminia Bielefeld     |
| Kickers Würzburg        | 2 – 3           | Hannover 96           |
| Duisburg                | 0 – 5           | Borussia Dortmund     |
| 15 ottobre 2020         |                 |                       |
| Düren                   | 0 – 3           | Bayern Monaco         |
| 3 novembre 2020         |                 |                       |
| Schweinfurt 05          | 1 – 4           | Schalke 04            |

## Secondo turno
| Squadra 1              | Risultato       | Squadra 2             |
| ---------------------- | --------------- | --------------------- |
| 22 dicembre 2020       |                 |                       |
| Augusta                | 0 – 3           | RB Lipsia             |
| Colonia                | 1 – 0           | Osnabrück             |
| Hoffenheim             | 2 – 2 (6-7 dtr) | Greuther Fürth        |
| Ulma                   | 1 – 3           | Schalke 04            |
| Eintracht Braunschweig | 0 – 2           | Borussia Dortmund     |
| Dinamo Dresda          | 0 – 3           | Darmstadt             |
| Elversberg             | 0 – 5           | Borussia M'gladbach   |
| Union Berlino          | 2 – 3           | Paderborn             |
| 23 dicembre 2020       |                 |                       |
| Rot-Weiss Essen        | 3 – 2           | Fortuna Düsseldorf    |
| Wolfsburg              | 4 – 0           | Sandhausen            |
| Hannover 96            | 0 – 3           | Werder Brema          |
| Magonza                | 2 – 2 (0-3 dtr) | Bochum                |
| Stoccarda              | 1 – 0           | Friburgo              |
| Wehen Wiesbaden        | 0 – 0 (2-4 dtr) | Jahn Ratisbona        |
| 12 gennaio 2021        |                 |                       |
| Bayer Leverkusen       | 4 – 1           | Eintracht Francoforte |
| 13 gennaio 2021        |                 |                       |
| Holstein Kiel          | 2 – 2 (6-5 dtr) | Bayern Monaco         |

## Ottavi di finale
| Squadra 1         | Risultato       | Squadra 2           |
| ----------------- | --------------- | ------------------- |
| 2 febbraio 2021   |                 |                     |
| Holstein Kiel     | 1 – 1 (7-6 dtr) | Darmstadt           |
| Rot-Weiss Essen   | 2 – 1 (dts)     | Bayer Leverkusen    |
| Werder Brema      | 2 – 0           | Greuther Fürth      |
| Borussia Dortmund | 3 – 2 (dts)     | Paderborn           |
| 3 febbraio 2021   |                 |                     |
| RB Lipsia         | 4 – 0           | Bochum              |
| Wolfsburg         | 1 – 0           | Schalke 04          |
| Jahn Ratisbona    | 2 – 2 (4-3 dtr) | Colonia             |
| Stoccarda         | 1 – 2           | Borussia M'gladbach |

## Quarti di finale
| Squadra 1           | Risultato | Squadra 2         |
| ------------------- | --------- | ----------------- |
| 2 marzo 2021        |           |                   |
| Borussia M'gladbach | 0 - 1     | Borussia Dortmund |
| 3 marzo 2021        |           |                   |
| Rot-Weiss Essen     | 0 - 3     | Holstein Kiel     |
| RB Lipsia           | 2 - 0     | Wolfsburg         |
| 7 aprile 2021       |           |                   |
| Jahn Ratisbona      | 0 - 1     | Werder Brema      |

## Semifinali
| Squadra 1         | Risultato   | Squadra 2     |
| ----------------- | ----------- | ------------- |
| 30 aprile 2021    |             |               |
| Werder Brema      | 1 - 2 (dts) | RB Lipsia     |
| 1º maggio 2021    |             |               |
| Borussia Dortmund | 5 - 0       | Holstein Kiel |

## Finale
| Arbitro: | Felix Brych (Monaco di Baviera) |

|               |           |                                   |
| Dani Olmo 71’ | Marcatori | 5’, 45+1’ Sancho 28’, 87’ Haaland |

## Statistiche
- Miglior attacco: Borussia Dortmund (20)
- Partita con più reti: Eintracht Braunschweig – Hertha Berlino 5-4 (9)
- Partita con maggiore scarto di reti: Oberneuland - Borussia M'gladbach 0-8 (8)